# Stazione di Cherry Orchard e Parkwest
La stazione di Cherry Orchard e Parkwest è una stazione ferroviaria che fornisce servizio a Bellyfermot, contea di Dublino, Irlanda. Fu aperta il 28 luglio 2008. Attualmente le linee che vi passano sono il South West Commuter della Dublin Suburban Rail, la linea 2 della Dublin Area Rapid Transit e la ferrovia Dublino–Cork.

## Vecchia stazione di Cherry Orchard
Questa stazione fu chiusa anche a causa del vandalismo di massa cui fu soggetta. C'erano molti buchi nella staccionata e in molti vi passavano, creando disagi. Tutto questo avvenne perché l'ente ferroviario gestente non costruì un ponte pedonale che passasse al di sopra della ferrovia.

## Servizi
- Servizi igienici
- Capolinea autolinee
- Biglietteria a sportello
- Biglietteria self-service
- Distribuzione automatica cibi e bevande